# Juan José Amado
Juan José Amado Burgos (Chitré, Panamá, 21 de noviembre de 1912-Ciudad de Panamá, 5 de abril de 2008) fue un empresario, ingeniero y profesor panameño; que influyó en el desarrollo de Panamá en diversos ámbitos.

## Biografía
Nació en la Ciudad de Chitré (Provincia de Herrera), Panamá el 21 de noviembre de 1912, uno de los doce hijos de Juan José Amado (padre) y de Aminta Burgos. Viajó a Estados Unidos para continuar sus estudios superiores en Cornell University en donde, en 1936 obtuvo el título de Ingeniero Eléctrico.

### Vida personal
Fue en Estados Unidos donde conoció a Luisa D'Orazio con la que contrajo matrimonio en 1938; de ésta unión nacieron 5 hijos: Miguel Antonio, Camilo José, Juan José, María Luisa e Inés María

## Carrera
Comenzó como profesor de física en la Universidad de Panamá para posteriormente ocupar el puesto de Decano de la Facultad de Ciencias Naturales y Farmacias de 1944 a 1952 cuando renunció para dedicarse a las actividades empresariales.
En 1941, fundó la conocida empresa Ingeniería Amado S.A.; y a través de ella promovió el uso de estructuras de acero en la industria de la construcción en Panamá. 
El actual edificio de la administración de la Universidad de Panamá, las instalaciones de la Cervecería Nacional y el tanque de agua potable de la ciudad de Chitré, entre otras obras; se realizaron bajo su responsabilidad. 
El cilindro de gas de 25 libras que permanece en cada hogar panameño fue su invensión.
En 1942, fundó la empresa '"Aire Frío S.A.'", la primera empresa panameña que instala sistemas de Aire acondicionado en la antigua Zona del Canal de Panamá.
En 1963, fundó otra exitosa empresa, "'Aluminios de Panamá"' que se ha expandido más allá de los límites panameños.
En la época de 1960, contribuyó en la educación panameña, al ceder terrenos de su propiedad para construir una escuela que hoy día lleva su nombre.

## Reconocimientos
En agosto de 1983 recibió de parte del entonces presidente Ricardo de la Espriella la Orden Vasco Núñez de Balboa en el grado de Gran Oficial. Anteriormente, había recibido reconocimientos de sus empleados y colaboradores, así como de parte de la Sociedad Panameña de Ingenieros y Arquitectos.

## Legado
Tras su muerte el 5 de abril de 2008, Juan José Amado dejó un gran legado en Panamá tales como: el uso de estructuras de acero en la construcción, el tan usado gas de 25 libras, innovaciones en la energía y la construcción y más que todo una actitud sencilla y admirable, que vela siempre por el bienestar de los demás.

### Escuela Juan José Amado
La Escuela Juan José Amado, que lleva su nombre, fue fundada en su cumpleaños 50 (en 1962) y actualmente sigue recordándolo. Está ubicado en la calle principal de Sonsonate, en el Distrito de San Miguelito, Panamá.
- Datos: Q47495460